# فرانسیس کیویو
فرانسیس کیویو (انگلیسی: Francis Kioyo؛ زادهٔ ۱۸ سپتامبر ۱۹۷۹) بازیکن فوتبال اهل آلمان است.
از باشگاه‌هایی که در آن بازی کرده‌است می‌توان به باشگاه فوتبال آگسبورگ، باشگاه فوتبال کلن، باشگاه فوتبال گروتر فورث، باشگاه فوتبال مونیخ ۱۸۶۰، باشگاه فوتبال انرژی کوتبوس، باشگاه فوتبال روت‌وایس اسن، باشگاه فوتبال وهن ویسبادن، و باشگاه فوتبال مکابی نتانیا اشاره کرد.
وی همچنین در تیم ملی فوتبال کامرون بازی کرده‌است.